# Pinheiro Preto
Pinheiro Preto este un oraș în Santa Catarina (SC), Brazilia.